# ثورة المرازيق
ثورة المرازيق أو ثورة المرازيق بالجنوب الغربي التونسي (كما يظهر على غلاف الكتاب) وهو كتاب مشترك من تأليف كل من مَحمد المرزوقي وعلي المرزوقي، أرخا فيه لانتفاضة قبيلة المرازيق في أواسط الأربعينات من القرن العشرين.

## تاريخه
صدر هذا الكتاب في طبعته الأولى عام 1979، وهو الكتاب الرابع ضمن السلسلة من الكتب الصادرة لمحمد المرزوقي تحت عنوان معارك وأبطال والتي صدر ضمنها أيضا صراع مع الحماية ودماء على الحدود والدغباجي، حياته وأعماله. إلا أن هذا الكتاب على عكس الكتب الثلاثة الأولى، هو من تأليف مشترك، بما يبين الدور الكبير الذي قام به المؤلف الثاني علي المرزوقي في هذا الكتاب حيث يعترف محمد المرزوقي: «بيد أن ظروفي الخاصة كانت تحول دائما بيني وبين إنجاز هذه الرغبة، حتى قيض الله لي الأخ السيد علي المرزوقي... والذي كام موجودا بدوز بلد المرازيق، أيام الثورة، وكان من المتصلين بالثوار، وقد سجنته السلطة العسكرية الفرنسية بسجن دوز عندما اندلعت المعارك، واتصل ببعض المجاهدين في نفس السجن، ووقف بنفسه على الأحداث الفظيعة التي جرت لأولئك المجاهدين ولسكان البلد، وكتب مذكرات عن الوقائع بعد خروجه من السجن وإبعاده عن بلده، كما استطاع أن يسجل بعد الاستقلال كثيرا من التفاصيل عن أبطال الثورة الأحياء، فضممت ما عندي من المعلومات، إلى ما عنده من تفاصيل، لننجز معا هذا الكتاب». ويعتبر هذا الكتاب مصدرا لا مندوحة عنه بالنسبة للمقاومة التونسية وخاصة في ظرفية وغداة الحرب العالمية الثانية.

## المحتوى
مقدمة هذا الكتاب بإمضاء مَحمد المرزوقي، ويبدو أن التمهيد كذلك، وقد تعرض فيه إلى أصل قبيلة المرازيق وونسبها ومنازلها وأخلاقها وعاداتها ولهجتها. ثم تأتي فصول الكتاب الستة، ويبدو أن الدور الأكبر فيها للمؤلف الثاني للكتاب حيث وقع التركيز على الانتفاضة في حد ذاتها، وقد جاء الفصل الأول تحت عنوان «ثورات متتالية»، ثم الفصل الثاني «المناوشات الأولى»، وجاء الفصل الثالث تحت عنوان «المطاردة وسير المعارك»، فالفصل الرابع «انتقام وسجن وعفو»، وفي الفصل الخامس ترجم المؤلفان لأبطال الثورة وهم على التوالي: حامد بن عمر بن عبد الملك، حمد الصغير بن بوبكر، حمد بن عبيد، عبد الله الغول، علي جلاوط، علي الصيد، الشيخ علي بن لطيف. أما الفصل السادس والأخير فهو عبارة عن القسم الشعري من الكتاب حيث تضمن عددا من الأشعار الشعبية التي تخلد انتفاضة المرازيق.